# Fanya Baron

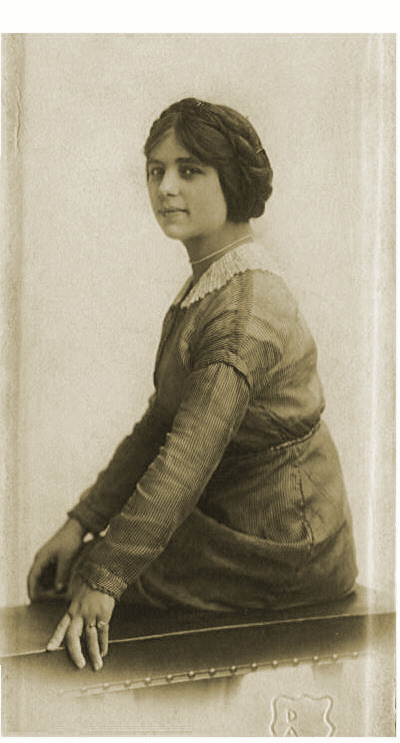
Fanya Baron

Fanya Baron (geboren 1887 in Vilnius, Gouvernement Wilna; gestorben 29. September 1921 in Moskau) war eine litauische Anarchistin.

## Leben
Fanya Baron war Jüdin. Sie wanderte in die USA aus, wo sie seit 1912 als Mitglied der Industrial Workers of the World in Chicago Streiks und andere Aktionen organisierte. 1917 kehrte sie zurück und engagierte sich während des Russischen Bürgerkriegs in der Ukrainischen Anarchistischen Föderation mit Verbindungen zur Machnowschtschina. Sie spezialisierte sich auf kulturelle Bildung und überbrachte während des Bürgerkriegs Botschaften von Nestor Machno an Alexander Berkman und Emma Goldman. Baron galt als ideologische Anarchistin, deren Ruf nicht durch Terrorismus befleckt war.
Am 25. November 1920 wurde sie in Charkiw von der sowjetrussischen Geheimpolizei Tscheka verhaftet und in ein Gefängnis in Rjasan gebracht. Sie floh am 10. Juli 1921 und begab sich nach Moskau. Dort wurde sie verraten und am 17. August 1921 erneut gefangen genommen. Sie wurde mit 12 anderen Anarchisten, darunter Lew Tschorny, zum Taganka-Gefängnis geschickt und schloss sich ihnen in einem elftägigen Hungerstreik an während die Rote Gewerkschafts-Internationale tagte.
Leo Trotzki weigerte sich, Baron und andere Anarchisten trotz Drucks von anarchistischen Aktivisten in Russland und weltweit freizulassen. Laut seiner Meinung waren Baron und ihre Mitstreiter Banditen, die nur behaupteten, Anarchisten zu sein und somit keine legitimen politischen Gefangenen. Baron wurde ohne formelle Anklage oder Verhandlung von der Tscheka erschossen. Die Hinrichtung Barons war für viele Anarchisten, darunter Berkman, der letzte Auslöser dafür, das Land zu verlassen. Goldman war über Barons und den Tod anderer Anarchisten so empört, dass sie erwog, sich in der Halle, in der die Kommunistische Internationale tagte, an eine Bank zu ketten um lauthals ihren Protest kundzutun, jedoch rieten ihre russischen Freunde sie davon ab.
In Sydney ist die Bibliothek einer anarchistischen Buchhandlung nach Fanya Baron benannt.